# Depozitní certifikát

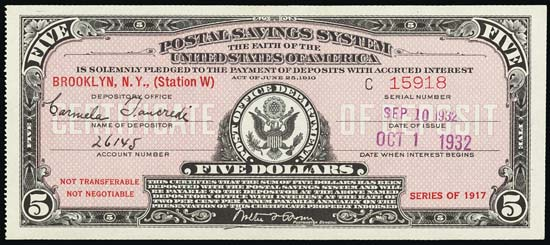
Depozitní certifikát z roku 1932 (USA)

Depozitní certifikát (řidčeji certifikát o vkladu) je obligační, časově omezený cenný papír, jehož emitentem je finanční instituce, nejčastěji banka, a držitelem její klient.

## Náležitosti depozitního certifikátu
Depozitní certifikát stanovuje, že:
- banka potvrzuje držiteli certifikátu vložení jeho vkladu
- banka si vyhrazuje právo zhodnotit volné finanční prostředky tohoto vkladu
- je stanoveno, že tento vklad je převoditelný a nese úrok
- banka se vydáním tohoto certifikátu zavazuje splatit jeho držiteli hodnotu certifikátu včetně úroku

I přes charakter depozitního certifikátu, jehož smyslem je možnost finanční instituce disponovat klientovými finančními prostředky na jasně stanovenou dobu, má vždy držitel certifikátu možnost předčasného výběru svých finančních prostředků, popřípadě i zrušení konta. To je ale v takovém případě zatíženo značným penále.
Depozitní certifikát by měl dále obsahovat:
- výše úroku, resp. jeho přesný výpočet (je-li jeho stanovení komplikovanější, např. jedná-li se o variabilní úrok)
- podmínky platby úroku (na konci období nebo či v průběhu doby platnosti certifikátu; v kolika splátkách či s jakou periodicitou)
- právo klienta na předčasný výběr
- finanční instituce si naopak může rezervovat maximální lhůtu na vydání vložených finančních prostředků od zažádání o předčasný výběr
- výše penále za předčasný výběr nebo jiné porušení dohody depozitním certifikátem dané (třeba i v závislosti na době, která uběhne od vydání certifikátu, popř. též s dohodou o platbě a výši úroku při předčasném výběru)
- bankovní poplatky, pojící se specificky s vydání depozitního certifikátu a správy takto zatíženého klientova účtu
- možnosti nebo podmínky automatického obnovení certifikátu na další období po vypršení lhůty platnosti

## Další vlastnosti
- Depozitní certifikáty jsou součástí monetárního agregátu M2.
- Podobně jako dluhopisy se u depozitních certifikátů předpokládá vyšší objem vkladu. Existují kategorie tzv. „Jumbo CDs“ (česky přibližně: mamutí vklady), které začínají řádově od 100 000 dolarů.
- Depozitní certifikáty mohou být (a u větších vkladů jsou) v listinné podobě; v jiných případech mohou existovat pouze jako evidence v podobě záznamu v knize depozitních certifikátů.
- Depozitní certifikáty patří mezi nejbezpečnější investice volných finančních prostředků co do rizika a vymahatelnosti. I v případě bankrotu vydavatelské banky za vklad ve většině zemí ručí stát, například ve Spojených státech je to Federal Deposit Insurance Corporation (FDIC).
- Podle dohody mohou být úroky, jimiž je certifikát zatížen, vypláceny průběžně jeho držiteli. V takovém případě se ale vklad finančně nezhodnocuje ani nestoupá základ, z kterého se úrok za každé zúčtovací období počítá.
- Nejčastější termíny pro uvolnění vkladu, které finanční instituce nabízejí, jsou tři nebo šest měsíců či jeden až pět let.